# Benedetto Pamphili
Benedetto Pamphili, ou Pamphilj (né le 25 avril 1653 à Rome, alors capitale des États pontificaux, et mort le 22 mars 1730 à Rome) est un cardinal italien du XVIIe siècle et du XVIIIe siècle. Il est le fils du cardinal laïc Camillo Francesco Maria Pamphilj (1644). Benedetto Pamphilj est membre de l'ordre des hiéronymites.

## Biographie
Benedetto Pamphilj est un petit-neveu du pape Innocent X et l'arrière-petit-neveu du cardinal Girolamo Pamphili (1604), l'oncle du cardinal Camillo Cibo (1729). Les autres cardinaux de la famille sont Giuseppe Maria Doria Pamphili (1785), Antonio Maria Doria Pamphili(1785) et Giorgio Doria Pamphili (1816).
Pamphilj est prieur de l'ordre de Saint-Jean de Jérusalem à Rome. Le pape Innocent XI le crée cardinal lors du consistoire du 1er septembre 1681.
Le cardinal Pamphilj est légat apostolique à Bologne et archiprêtre de la basilique libérienne.
Il participe au conclave de 1689, lors duquel Alexandre VIII est élu pape, à celui de 1691 (élection d'Innocent XII), à celui de 1700 (élection de Clément XI), à celui de 1721 (élection d'Innocent XIII), à celui de 1724 (élection de Benoît XIII) et au conclave de 1730 (élection de Clément XII). Benedetto Pamphilj est préfet du tribunal suprême de la Signature apostolique et bibliothécaire du Vatican.
Pamphilj est un mécène des arts, notamment de la musique et il est l'auteur de livrets d'œuvres d'Alessandro Scarlatti et de Georg Friedrich Haendel (Il Trionfo del Tempo e del Disinganno).
Il meurt le 22 mars 1730 après un cardinalat de 48 ans et 202 jours, de septembre 1681 à mars 1730, ce qui en fait un des plus longs de l'histoire.